# Endspiel Europa

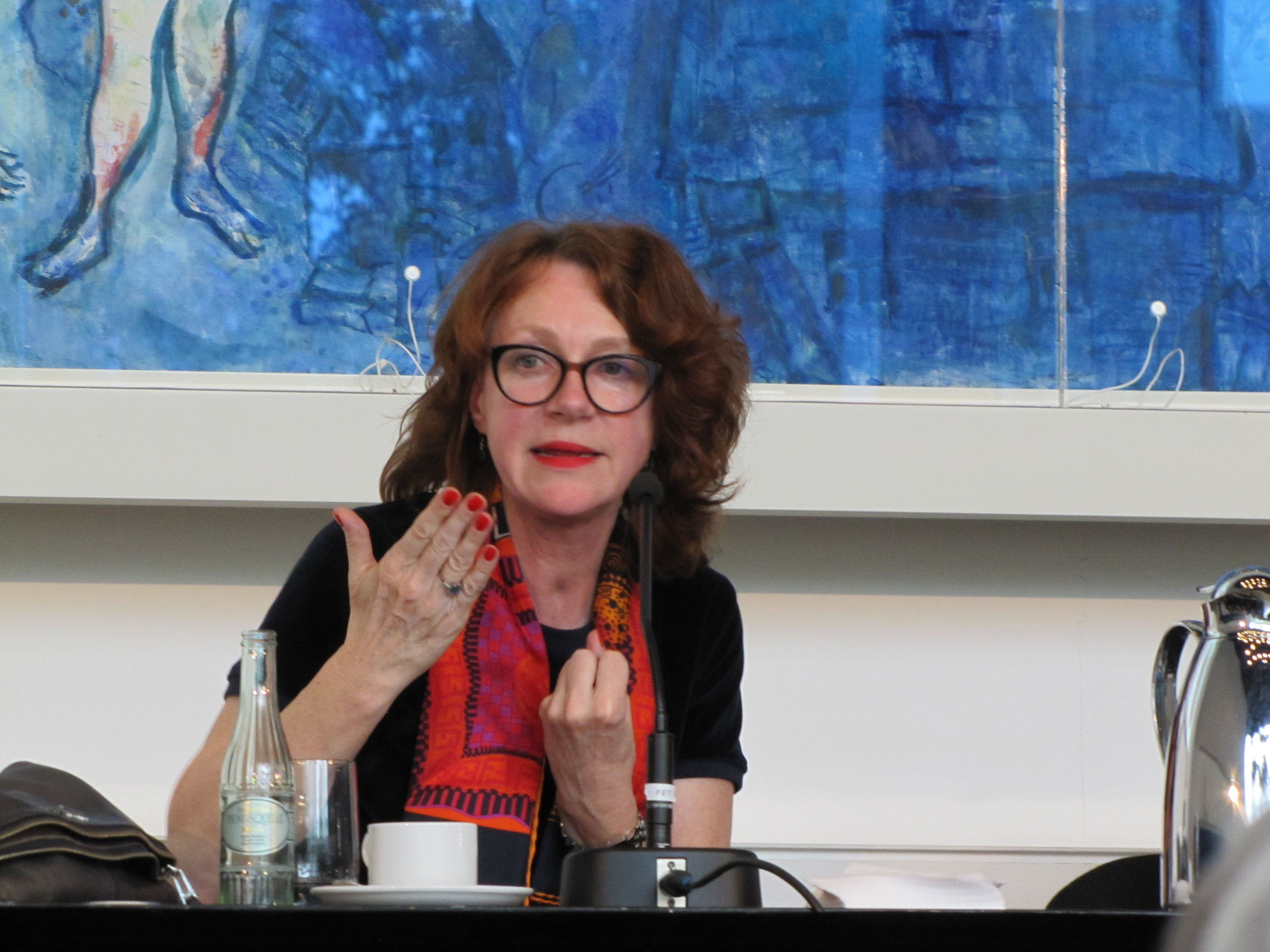
Ulrike Guérot, Ko-Autorin von Endspiel Europa

Endspiel Europa (Untertitel: Warum das politische Projekt Europa gescheitert ist – und wie wir wieder davon träumen können) ist ein Essay von Ulrike Guérot und Hauke Ritz, das im Oktober 2022 als Buch im Westend Verlag erschien. Im Buch wird die These aufgestellt, der Krieg in der Ukraine sei ein amerikanischer Stellvertreterkrieg gegen Russland. Das Buch wurde von den etablierten Medien fast einhellig kritisiert, zudem distanzierte sich die Universität Bonn von ihrer Professorin, der Autorin Guérot.

## Inhalt
Auf der ersten Seite des Vorworts heißt es: „Wir bürsten das in den Medien vorherrschende Narrativ eines ausschließlich von Russland begonnenen Krieges gegen den Strich.“ Diese Sichtweise sei in Zeiten „sichtlich eingeschränkter Diskurskorridore“ für viele fast unerträglich. Und auf der letzten Seite des Buchtextes schreiben die Autoren: „Es gilt zu fragen, ob es für Europa nicht ganz grundsätzlich andere Möglichkeiten gibt, mit dem Krieg in der Ukraine umzugehen, als sich Hals über Kopf in amerikanische Hände zu werfen: nämlich die, den Krieg in und um die Ukraine als Katalysator zu nehmen, um alles zu überdenken, was in den letzten Jahrzehnten an europäischer Entwicklung schiefgelaufen ist.“
Guérot und Ritz zeichnen laut eigenen Angaben in drei Kapiteln, jeweils für die 1990er, die 2000er und 2010er Jahre, nach, wie und weshalb Europa nicht zu dem geworden ist, was es – ihrer Ansicht nach – werden wollte und die EU seit mindestens dem Jahr 2000 als politisches Projekt ohne Chance war. Europa nehme heute unüberlegt „Partei für eine geeinte ukrainische Nation, die es in dieser Form nie gab, noch gibt, sondern die wie alle Nationen in Europa ein multi-nationales und multi-ethnisches Produkt der Geschichte, eine ‚imaginierte Gemeinschaft‘, die zu überwinden Europa im letzten Jahrhundert angetreten“ sei. «Die ‹geeinte ukrainische Nation mit anti-russischer Identität› ist eine mit enorm viel amerikanischem Geld geförderte Erzählung». Es erscheine ihnen, als ob Europa „kriegslüstern“ auf einen Feind gewartet habe, um sich „endlich zu einen“, der „Russe ist wieder da“. Die „Psychodynamik der Kriegshetzer erinnert an 1914“, verteidigt werde „ein Nationalstaat, obgleich Europa die Überwindung des klassischen Nationalstaates sein sollte“. Das „Eigentliche“ am Konflikt sei, dass zwei europäische Großprojekte gescheitert seien, der Aufbau einer immer engeren europäischen Union hin zu einem Bundesstaat und der einer europäischen Friedensordnung „von Lissabon bis Wladiwostok“, das könne man nicht Putin vorwerfen, sondern daran sei Europa schuld. Aus amerikanischen Quellen leiten sie her, dass der Russisch-Ukrainische Krieg ein „lang vorbereiteter amerikanischer Stellvertreterkrieg“ sei, „eine Apotheose jahrzehntelanger amerikanischer Geostrategie, deren eigentliches Ziel die Verfestigung der amerikanischen Dominanz ist Europa ist.“ Europa solle von seinen wirtschaftlichen Adern im Osten abgeschnitten werden, es werde eine Politik der „restricted damage“, der kontrollierten aber bewussten wirtschaftlichen Schädigung, besonders Deutschlands, betrieben. Ohne chinesischen Markt und ohne Rohstoffe aus Sibirien sei kein auf Dauer gestellter europäischer Wohlstand denkbar. Europa werde wirtschaftlich und strategisch von den USA gebraucht, solle sich aber nicht emanzipieren und dadurch möglicherweise zu einem Konkurrenten einer längst kränkelnden Weltmacht werden. Die von ihnen vorgetragene Analyse entspringe dem Wunsch nach einem geeinten Europa und einer kontinentalen Friedensordnung.
Die Ukraine nehme in den geopolitischen Plänen der USA als „Aufmarschgebiet“ die Rolle einer „Speerspitze der NATO“ ein und anstatt sich gegen diese Rolle zu wehren „posiert Olena Selenski für die Vogue und ihr Mann, der Staatspräsident, wendet sich an das Publikum der Grammy-Verleihung. Was braucht man noch um von einem perfekt inszenierten, geradezu kinoreifen Krieg zu sprechen?“ Für amerikanische Rüstungslieferungen müsste sich die Ukraine überdies bei den USA verschulden und so langfristig an sie binden, könne Europa einen solchen „amerikanischen Vasallen in seiner Mitte wollen?“ Eigentlich sollten die Ukrainer die Europäer anflehen, ihre „Schönheit und Vielfalt“ unter einer „konföderalen Ordnung zur Blüte zu bringen“ statt zukünftig die östliche NATO-Grenze zu bewachen.
Es habe von angelsächsischen Staaten – die Autoren nennen neben den USA und Großbritannien auch Kanada – nach 2014 in Zusammenhang mit der Ukraine Handlungen und militärische Aktivitäten gegeben, die der Vorbereitung des Konfliktes gedient hätten. Erstaunlich sei geradezu, dass die russische Regierung darauf lange nicht reagiert hätte. Es gelte die tatsächliche Verantwortlichkeit für den Krieg unter diesen Gesichtspunkten neu zu erforschen.
Es sei ein sofortiger Waffenstillstand auszusprechen und Friedensverhandlungen anzuberaumen. In diesen Friedensverhandlungen müsse es nicht nur um einen Friedensschluss für die Ukraine gehen, sondern um eine europäische „Grand Strategy“, einen neuen großen Entwurf für Europa im 21. Jahrhundert. „Die USA sollten von diesen Verhandlungen eigentlich ausgeschlossen werden.“
Unter der Zwischenüberschrift „Der Ukraine-Krieg als europäische Katharsis“ hoffen die Autoren, der Ukraine-Krieg könne zum historischen Auslöser werden, Europa neu zu denken, staatlich aber nicht nationalstaatlich. Die Ukraine setze sich aus dem ehemaligen Galizien, dem Donbass und der Krim zusammen und sollte föderal organisiert werden, statt sich in Richtung einer nationalen Zentralregierung zu organisieren. Ähnlich gelte es für die meisten westeuropäischen Staaten, die aus mehr oder weniger unabhängigen, autochthonen Regionen bestünden, vom Elsass über das Rheinland bis nach Apulien oder Schlesien. Europa müsse in autonomen, kulturell und sprachlich eigenständigen Räumen gedacht werden, die ineinandergreifen, was dazu führen würde, dass wiederholt in (sozial)staatlichen Angelegenheiten, die Grenzen des Nationalstaats überschritten würden. Eine entsprechende Reorganisation der Ukraine lasse sich nur im Rahmen einer kooperativen, föderalen Ordnung zusammen mit Russland erzielen. Derzeit würde der aktuelle Krieg um eine „historisch geradezu absurde territoriale Integrität der Ukraine“ geführt, er könnte aber „dafür genutzt werden, Europas überfällige Loslösung von seinen nationalstaatlichen Konturen zu befördern“. Er böte „die Möglichkeit für eine wahre europäische Katharsis, nämlich zu sich selbst zu finden — wenn Europa bereit ist, seine Denkrichtung zu ändern.“

## Rezeption
Laut FAZ erklärte die Leitung der Universität Bonn ihre Solidarität mit der Ukraine und „rief Guérot ohne namentliche Nennung dazu auf, wissenschaftlich nicht belegbare Behauptungen zu unterlassen und wissenschaftliche Standards einzuhalten.“ Die Welt befand, Ulrike Guérot schade mit dem Buch dem Ansehen ihrer Universität, der Bonner General-Anzeiger berichtete ähnlich. In einem Gastkommentar zum Buch benannte der Journalist Christian Ortner Guérot in der Wiener Zeitung als „Putins Trollin“. Sie hätte zwar ein Recht auf eine eigene Meinung, aber nicht auf eigene Fakten. Sie habe im Buch „Kreml-Propaganda in einer Dreistigkeit verbreitet, die selbst der Kreml-Propaganda peinlich wäre, so plump ist sie angelegt.“  Man müsse „schon ein ganz besonderes Talent im Leugnen der Wirklichkeit haben, um völlig faktenwidrig zu behaupten, die Ukraine haben den Krieg begonnen und nicht Russland.“ Die Berliner Zeitung zitierte den Osteuropa-Historiker Philipp Ther, der getwittert hatte, Guérot spreche weder russisch noch ukrainisch und habe sich nie näher mit der NATO befasst, es fehle ihr also jede Basis für eine fundierte Einschätzung.
In einem Interview mit Zeit Campus meinte der Moralphilosoph Tim Henning (Universität Mainz), es scheine nicht so zu sein, dass in Guérots Texten lauter logische Fehlschlüsse seien, die sich rein formal aufdecken ließen. Doch sie treffe Aussagen auf Grundlage unzureichender Belege. Logisch sei da aber nichts widersprüchlich oder widersinnig. Es sei schlechte Wissenschaft, weil es schlecht belegt sei. In der Zeit kritisierte der Politikwissenschaftler Markus Linden, Guerot und Ritz behaupteten in dem Buch, „die Ukraine und der Westen hätten den Krieg gegen Russland begonnen“, was, so Linden, „über die von Putin-Apologeten oft kolportierte Präventivkriegsthese sogar noch hinaus[gehe]“.
Tessa Szyszkowitz schrieb in einer Rezension des Buches für den Falter, dass das Buch der Ukraine eine Zukunft in der EU explizit abspreche, weil sich das Land nach Meinung der Autoren zum Werkzeug aggressiver amerikanischer Politik gemacht habe. Russland hingegen werde von einer Verantwortung für den Krieg entlastet, die Schuld liege bei der NATO und den USA und eben der Ukraine, die die Autoren als „Vasallen“ der USA bezeichneten. Den „Höhepunkt der ungebremsten Verschwörungstheorie“ erreichten die Autoren mit der Behauptung, Amerikaner und Ukrainer wollten in der Ukraine gemeinsam eine biologische Waffe gegen Russen entwickeln.
Der Bonner Osteuropa-Historiker Martin Aust warf dem Buch verschwörungstheoretisches Denken ohne jeden wissenschaftlichen Gehalt vor. Es bediene antiamerikanische Vorurteile, wie sie – allerdings dazu noch antisemitisch aufgeladen – bereits Adolf Hitler vertreten habe, spreche den Ukrainern das Recht auf Selbstbestimmung ab und nutze überwiegend veraltete oder wissenschaftlich substanzlose Quellen: „Am häufigsten wird Peter Scholl-Latour zitiert, bisweilen auch Gabriele Krone-Schmalz“, der unzureichende Anmerkungsapparat bestehe überwiegend aus „Zeitungsartikeln, Internetseiten und publizistischen Texten“. Fachliteratur über Russland, Putin und die Ukraine werde ignoriert - mit der Ausnahme eines Buches über die radikale Rechte in der Ukraine, das selektiv herangezogen werde, um das eigene Narrativ zu stützen. Eine ernsthafte Sichtung und Gewichtung unterschiedlicher Standpunkte und Quellen, wie sie wissenschaftlich geboten sei, unterbleibe und die „Proteste auf dem Maidan in Kyjiw von 2004 und 2013/14, in denen sich die ukrainische Zivilgesellschaft gegen eine gestohlene Präsidentschaftswahl und gegen den Bruch des Versprechens der Assoziation mit der EU wandte, werden hier kurzerhand und unbesehen zu regime-changes der USA“. Das Buch sei insgesamt ein „eklatanter Verstoß gegen wissenschaftliches Ethos“, die Versicherung der Autoren, lediglich einen Essay geschrieben zu haben, diene angesichts des an wissenschaftliche Publikationen angelehnten Anmerkungsapparates als salvatorische Klausel. Das Buch stelle sie als Professorin vor, sie halte sich aber nicht an die dazugehörigen wissenschaftlichen Standards. Aust empfahl seiner Kollegin, falls das Wiederholen von „Verschwörungserzählungen“ ihrem Ideal der Freiheit entspreche, ihre Professur aufzugeben, um „als freie Publizistin befreit von den Regeln der Wissenschaft jegliche Meinung ungeprüft in die Öffentlichkeit zu tragen“. Weitreichende Aussagen würden lediglich durch einzelne Zeitungsartikel belegt, so nähmen Guérot und Ritz die im Daily Mirror veröffentlichte spekulative Vermutung eines britischen Warrant Officer, britische Soldaten könnten in die Ukraine entsandt werden, tatsächlich als ausreichende Grundlage, einen Kriegseintritt des Westens noch für den Herbst 2022 vorauszusagen. Sprachlich erinnere das Buch an „eine politische Propagandarede, die auf Marktplätzen und in Bierzelten gehalten werden könnte“. Das Buch sei ein „eklatanter Verstoß gegen wissenschaftliches Ethos“.
Auch nach Ansicht der Osteuropa-Historikerinnen Franziska Davies und Anna Veronika Wendland verletzt Guérot „die Mindeststandards wissenschaftlichen Arbeitens“. Das Werk lese sich „wie eine Direktabschöpfung aus dem russischen Propagandaküchenkessel“ und zitiere „vorwiegend aus marginalen verschwörungsmythologischen Publikationen“. Des Weiteren werden „aus dem Zusammenhang gerissene Interviews“ und eine selektive Recherche kritisiert. Davies und Wendland bezeichneten die Veröffentlichung des Buches als „Sündenfall der Wissenschaft, der Hochschule und der Linken gleichermaßen“.
Ein Artikel bei Belltower News warf dem Buch Antiamerikanismus und die Übernahme russischer Narrative vor. Guérot und Ritz würden es ablehnen, von einem russischen Angriffskrieg zu sprechen, und stattdessen der Ukraine die Rolle der Kriegstreiberin zuweisen. Es habe – so wird das Buch zitiert – auch „amerikanische, britische und kanadische Kriegsvorbereitungen gegen Russland“ gegeben. Es greife die russische Behauptung auf, die Ukraine sei an einem Biowaffenprogramm der USA beteiligt, das auf „den Genotyp des Feindes zugeschnitten“ sei, denn wollte man eine entsprechende „biologische Waffe“ entwickeln, wäre die Ukraine „ein perfektes Testgebiet, da besonders im Süden und Osten der Ukraine ethnische Russen leben.“ Die Autoren von Endspiel Europa hätten damit eine Argumentation übernommen, die nach Bewertung von Belltower News geradezu „rassentheoretisch“ sei.

## Bibliographische Angaben
- Ulrike Guérot, Hauke Ritz: Endspiel Europa. Warum das politische Projekt Europa gescheitert ist und wie wir wieder davon träumen können. Westend, Frankfurt am Main 2022, ISBN 978-3-86489-390-2.